# The Real Hustle
Los Timadores (The Real Hustle en inglés) es una serie de televisión británica emitida en BBC Three entre el 9 de febrero de 2006 hasta su cancelación el 30 de marzo de 2012. La serie muestra diferentes tipos de estafas, timos y juegos de apuestas realizados por los presentadores Alexis Conran, Paul Wilson y Jessica-Jane Clement. A partir de la décima temporada, se unen dos nuevos reclutas: Jazz Lintott y Polly Parsons.
The Real Hustle era un spin-off de la serie de televisión británica Hustle, siguiendo el mismo formato de edición. Una vez realizado el timo, los estafadores devuelven el dinero a la víctima y a continuación narran las precauciones que han de tener las personas para no caer en este tipo de engaños.

## Temporadas
| Temporada | Temporada | Episodios | Inicio                  | Final                    |
| --------- | --------- | --------- | ----------------------- | ------------------------ |
|           | 1         | 8         | 9 de febrero de 2006    | 30 de marzo de 2006      |
|           | 2         | 10        | 7 de septiembre de 2006 | 9 de noviembre de 2006   |
|           | 3         | 8         | 15 de marzo de 2007     | 3 de mayo de 2007        |
|           | 4         | 12        | 30 de julio de 2007     | 15 de octubre de 2007    |
|           | 5         | 8         | 12 de febrero de 2008   | 24 de marzo de 2008      |
|           | 6         | 10        | 9 de octubre de 2008    | 11 de diciembre de 2008  |
|           | 7         | 10        | 21 de mayo de 2009      | 23 de julio de 2009      |
|           | 8         | 10        | 14 de enero de 2010     | 25 de febrero de 2010    |
|           | 9         | 10        | 29 de julio de 2010     | 17 de septiembre de 2010 |
|           | 10        | 10        | 5 de septiembre de 2011 | 20 de enero de 2012      |
|           | 11        | 10        | 27 de enero de 2012     | 30 de marzo de 2012      |

## Versiones internacionales
- La versión australiana se emitió por primera vez el 14 de septiembre de 2010 en Channel Nine, y está presentado por Adam Mada, Nicholas J Johnson & Claire Werbeloff.[3]
- La versión belga está producida por la compañía VIER y se emite en el canal de televisión VT4.[4]
- La versión alemana del programa aparece en el canal Sat.1 y lo produce Granada Productions.
- La versión israelí es emitido por el Channel 10 por Armoza Formats y Buzz TV.[5]
- La versión neozelandesa del programa se estrenó el 22 de marzo de 2012 en TV3.[6]
- La versión rusa es producida por Ren TV y Red Planet.
- La versión estadounidense del programa se estrenó en 2008 en truTV, bajo el título Real Hustle. La productora es Objective Productions, la misma que ha producido The Real Hustle.
- La versión chilena, En su propia trampa, se emitió entre 2011 y 2018. Fue presentada por el periodista Emilio Sutherland.